# Donald Blessing
Donald Blessing, (26 décembre 1905 - 4 juillet est un rameur d'aviron américain.

## Biographie
Né à hollister en Californie, il fait une carrière d'athlète dans la discipline sportive de Huit de pointe avec barreur, en qualité de rameur d'aviron au sein d'un équipage qui sera médaillé d'or aux Jeux olympiques de 1928 à Amsterdam.
Il meurt à l'âge de 94 ans à Tiburon en Californie, en 2000.

## Palmarès

### Jeux olympiques
- Amsterdam 1928
  -  Médaille d'or en huit[1].